# Episodi di Inés dell'anima mia (serie televisiva)
La prima stagione della serie televisiva spagnola Inés dell'anima mia (Inés del alma mía), composta da 8 episodi da 70 minuti ciascuna, è stata pubblicata in prima visione in Spagna sulla piattaforma Prime Video il 31 luglio 2020 e trasmessa in televisione su La 1 dal 7 ottobre al 25 novembre 2020.
In Italia la stagione è stata trasmessa ogni venerdì in prima serata su Canale 5 dal 30 luglio al 20 agosto 2021 con due episodi in quattro serate.
| nº | Titolo originale                     | Pubblicazione Spagna | Prima TV Spagna  | Titolo italiano                        | Prima TV Italia |
| -- | ------------------------------------ | -------------------- | ---------------- | -------------------------------------- | --------------- |
| 1  | Un nuevo mundo                       | 31 luglio 2020       | 7 ottobre 2020   | Un nuovo mondo                         | 30 luglio 2021  |
| 2  | La conquista de un sueño             | 31 luglio 2020       | 14 ottobre 2020  | La conquista di un sogno               | 30 luglio 2021  |
| 3  | La muerte, menos temida, da más vida | 31 luglio 2020       | 21 ottobre 2020  | La morte: meno la si teme, più dà vita | 6 agosto 2021   |
| 4  | La tierra prometida                  | 31 luglio 2020       | 28 ottobre 2020  | La terra promessa                      | 6 agosto 2021   |
| 5  | Sangre y fuego                       | 31 luglio 2020       | 4 novembre 2020  | Sangue e fuoco                         | 13 agosto 2021  |
| 6  | Hambre de gloria                     | 31 luglio 2020       | 11 novembre 2020 | Fame di gloria                         | 13 agosto 2021  |
| 7  | Semillas de traición                 | 31 luglio 2020       | 18 novembre 2020 | Il seme del tradimento                 | 20 agosto 2021  |
| 8  | Hasta el fin del mundo               | 31 luglio 2020       | 25 novembre 2020 | Fino alla fine del mondo               | 20 agosto 2021  |

## Un nuovo mondo
- Titolo originale: Un nuevo mundo
- Diretto da: Alejandro Bazzano
- Scritto da: Paco Mateo

### Trama
Dopo la morte della madre, Inés Suárez vive a Plasencia insieme alla sorella Asunción e al nonno autoritario. Lì incontra Juan de Málaga, un mercante di cui si innamora e con il quale si sposa dopo essere fuggita dalla casa di famiglia e aver viaggiato verso Siviglia, una città vivace e prospera, la porta del Nuovo Mondo.
Una volta sposati Inés e Juan de Málaga vanno a vivere insieme, dove Juan si separa da lei per partire per una spedizione, lasciando la moglie da sola in Spagna. Una volta che Juan è partito per la spedizione, Inés decide di partire per tentare di ricongiungersi con lui.
Inés una volta giunta nelle Indie, incontra il conquistador spagnolo Pedro de Valdivia.
- Ascolti Italia: telespettatori 1 597 000 – share 10,70%[8].

## La conquista di un sogno
- Titolo originale: La conquista de un sueño
- Diretto da: Alejandro Bazzano
- Scritto da: Paco Mateo

### Trama
Dopo il suo viaggio attraverso la giungla, Inés arriva a Cuzco esausta e desolata quando scopre che Juan da Málaga è morto. Dopo aver scoperto che il marito è morto, Inés non ha più alcun motivo per restare nel Nuovo Mondo organizza un'udienza con Francisco Pizarro, marchese del Perù, per chiedergli un biglietto per la Spagna. La voglia di tornare a casa dovrà aspettare che passino i festeggiamenti del Carnevale e che le barche siano disponibili.
In attesa della prima nave, vive a contatto con le popolazioni sottomesse dai conquistatori spagnoli, gli Indi. Pedro de Valdivia cerca di realizzare il suo sogno convincendo Francisco Pizarro ad affidargli una spedizione per conquistare il Cile.
- Ascolti Italia: telespettatori 1 597 000 – share 10,70%[8].

## La morte: meno la si teme, più dà vita
- Titolo originale: La muerte, menos temida, da más vida
- Diretto da: Nicolás Acuña
- Scritto da: Paco Mateo

### Trama
Per convincere Francisco Pizarro a tentare la conquista del Cile, Pedro de Valdivia deve fronteggiare l'opposizione di Pedro Sánchez de la Hoz, un altro ufficiale interessato alla spedizione. Su consiglio di Inés, Pedro de Valdivia convince Francisco Pizarro a liberare gli uomini di Diego de Almagro, un ribelle da lui sconfitto e catturato, per avere in cambio informazioni utili per il viaggio.
A Cusco nessuno è disposto a offrire uomini e mezzi a Pedro de Valdivia, perché si è diffusa l'idea che in Cile non ci sia oro e che si tratti di un territorio impossibile da conquistare, dopo il fallimento della spedizione di Almagro. Il fratello di Francisco Pizarro, Hernando Pizarro, e Pedro Sánchez de la Hoz tramano contro Pedro de Valdivia e organizzano un attentano contro Francisco Pizarro: in questo modo si convince che i responsabili siano gli uomini di Diego de Almagro e comincia a nutrire dubbi su Pedro de Valdivia.
Intanto Pedro de Valdivia e Pedro Sánchez de la Hoz si contendono il diritto di conquistare il Cile e si sfidano per vedere chi riuscirà ad arrivarci per primo.
A Cusco arriva il Natale, ma sembra che non ci sarà tempo per la pace e il raccoglimento poiché un settore di Diego de Almagro sta cospirando per insorgere contro il regime di Francisco Pizarro e minaccia di far saltare tutto. Inés diffonde la notizia dell'esistenza di grandi ricchezze in Cile e questo accende l'interesse per l'impresa di Pedro de Valdivia.
- Ascolti Italia: telespettatori 1 223 000 – share 8,40%[9].

## La terra promessa
- Titolo originale: La tierra prometida
- Diretto da: Nicolás Acuña
- Scritto da: Paco Mateo

### Trama
Pedro de Valdivia, Inés e tutti quelli che si erano volontariamente uniti alla spedizione spagnola, si trovano ad affrontare l'attraversamento dell'insidioso deserto che li separa dal Cile. Ma per raggiungere la Terra Promessa dovranno prima attraversare il deserto di Atacama, un vasto terreno sabbioso che minaccia di spremere al massimo la loro capacità di resistenza: non solo dovranno affrontare le inclemenze della zona, ma anche affrontarle Incombe anche la minaccia dei Mapuche.
Gli ostacoli sono molteplici, soprattutto la mancanza di acqua, ma Inés riesce trovarla e questo rafforza la sua fama da strega. Le tribù indi cercano di fermare l'avanzata degli spagnoli fino ad arrivare ad uno scontro diretto.
Dopo una prima battaglia, Pedro de Valdivia e i suoi soldati hanno la meglio: superano il deserto e raggiungono la terra dove fondano la città di Santiago. Il grande capo degli Indi viene fatto prigioniero.
- Ascolti Italia: telespettatori 1 223 000 – share 8,40%[9].

## Sangue e fuoco
- Titolo originale: Sangre y fuego
- Diretto da: Alejandro Bazzano
- Scritto da: Paco Mateo

### Trama
Sono passati sei mesi da quando la spedizione spagnola guidata da Pedro de Valdivia è arrivata in Cile e ha fondato la città di Santiago de Nueva Extremadura. Da allora, Pedro de Valdivia è completamente dedita alla conquista del paese, mentre Inés trascorre le sue giornate in città sola e annoiata se non per i momenti che trascorre con Rodrigo de Quiroga, funzionario e braccio destro di Pedro de Valdivia.
Il capo indi Michimalonco accetta di condurre gli spagnoli all'oro purché il suo popolo venga lasciato in pace. Inizialmente l'accordo sembra funzionare e Pedro de Valdivia torna a Santiago lasciando i suoi uomini a cercare l'oro sul fiume insieme agli Indi. Alla notizia di una rivolta, si reca di nuovo lì con gran parte dei soldati e dei cavalli per poi accorgersi che si trattava di una trappola. Durante la sua assenza Santiago viene assediata da Michimalonco.
Quando tutto sembra perduto, Inés prende il comando, fa decapitare i capi indi tenuti prigionieri e butta le loro teste dalle mura della città: questo gesto fa sì che i nemici si diano alla fuga.
- Ascolti Italia: telespettatori 1 263 000 – share 10,00%[10].

## Fame di gloria
- Titolo originale: Hambre de gloria
- Diretto da: Nicolás Acuña
- Scritto da: Paco Mateo

### Trama
Tre mesi dopo la distruzione di Santiago, la povertà e la carestia sembrano aver messo a dura prova gli abitanti della città, come non sembra esserlo la Terra Promessa. Di fronte a questa situazione disperata, un piccolo gruppo di soldati insoddisfatti del progetto di conquista cospira per insorgere contro Pedro de Valdivia, che sembra essere ignaro della propria sofferenza.
Qualche mese dopo l'assedio, la popolazione di Santiago è allo stremo e affamata: gli Indi hanno ucciso tutto il bestiame e bruciato le coltivazioni. Pedro de Valdivia manda Juan Gómez de Almagro e Alonso de Monroy in Perù per chiedere aiuto a Francisco Pizarro. Pedro Sánchez de la Hoz e Don Benito organizzano un attentato per uccidere Pedro de Valdivia, ma vengono scoperti e impiccati.
Quando tutto sembra ormai perduto, Juan Gómez de Almagro torna dalla spedizione con viveri, animali e una nave. Molti soldati, stanchi di soffrire, chiedono di tornare in Perù e Pedro de Valdivia finge di essere d'accordo, ma poco prima della loro partenza, fugge con tutto l'oro insieme ai suoi fedelissimi per tentare la conquista dell'Araucania.
- Ascolti Italia: telespettatori 1 263 000 – share 10,00%[10].

## Il seme del tradimento
- Titolo originale: Semillas de traición
- Diretto da: Alejandro Bazzano
- Scritto da: Paco Mateo

### Trama
Sono passati alcuni anni da quando Pedro de Valdivia ha lasciato Inés e il resto degli abitanti di Santiago ha piantato.
Appena proclamato governatore del Cile, Pedro de Valdivia viene accusato dall'Inquisizione di aver ucciso Pedro Sánchez de la Hoz e di concubinato, dato che esistono prove evidenti della sua relazione extraconiugale con Inés. Dopo essere stato per molti anni lontano, riesce a tornare a Santiago, accompagnato da Donna Marina Ortiz de Gaete, sua moglie.
Nello stesso periodo, la città cilena è diventata un luogo prospero grazie alla gestione di Inés, che ha avuto il prezioso aiuto di Rodrigo de Quiroga. Da parte sua, Pedro de Valdivia ha reso il suo nome più grande mettendo fine a una nuova guerra civile nelle Indie.
Inés viene chiesto di tornare in Spagna rinunciando alla sua vita in Cile a meno che non decidesse di sposarsi: in un primo momento sembra non voler cedere al ricatto, ma poi inaspettatamente chiede a Rodrigo de Quiroga di sposarla. Intanto i Mapuche dell'Araucania organizzano l'offensiva guidati da un nuovo capo, Lautaro, che nessuno sa chi sia.
- Ascolti Italia: telespettatori 1 188 000 – share 8,80%[11].

## Fino alla fine del mondo
- Titolo originale: Hasta el fin del mundo
- Diretto da: Nicolás Acuña
- Scritto da: Paco Mateo

### Trama
Inés e Rodrigo de Quiroga cercano di sposarsi nonostante tutti gli ostacoli che vengono imposti da Pedro de Valdivia.
Contro il parere di tutti, Pedro de Valdivia organizza la spedizione per conquistare l'Araucania e annientare Lautaro, il capo indi la cui identità resta un mistero. Questo rischia di far saltare il matrimonio di Inés e Rodrigo de Quiroga, ma i due decidono di sposarsi lo stesso prima della partenza per la missione.
Inaspettatamente, Lautaro si presenta da Inés a Santiago e lei lo riconosce subito: è Felipe, il bambino mapuche che lei e Pedro de Valdivia avevano cresciuto come un figlio adottivo. Dopo oltre un anno di campagna militare, dopo innumerevoli scontri tra spagnoli e mapuche, le sorti della spedizione saranno decise in un duello tra Pedro de Valdivia e Lautaro.
Dopo che la coppia ha formalizzato la loro relazione, il governatore è diventato estremamente irascibile, che ha riversato tutta la sua rabbia e frustrazione nella conquista di Arauco. Tanto che Pedro de Valdivia propone un piano folle per finirlo il prima possibile e soddisfare la sua fame di gloria.
- Ascolti Italia: telespettatori 1 188 000 – share 8,80%[11].